# Hampden (condado de Penobscot)
Hampden es un lugar designado por el censo ubicado en el condado de Penobscot en el estado estadounidense de Maine. En el Censo de 2010 tenía una población de 4.343 habitantes y una densidad poblacional de 144,19 personas por km².

## Geografía
Hampden se encuentra ubicado en las coordenadas 44°44′57″N 68°50′10″O / 44.74917, -68.83611. Según la Oficina del Censo de los Estados Unidos, Hampden tiene una superficie total de 30.12 km², de la cual 28.39 km² corresponden a tierra firme y (5.75%) 1.73 km² es agua.

## Demografía
Según el censo de 2010, había 4.343 personas residiendo en Hampden. La densidad de población era de 144,19 hab./km². De los 4.343 habitantes, Hampden estaba compuesto por el 96.41% blancos, el 0.44% eran afroamericanos, el 0.85% eran amerindios, el 0.9% eran asiáticos, el 0% eran isleños del Pacífico, el 0.23% eran de otras razas y el 1.17% pertenecían a dos o más razas. Del total de la población el 0.78% eran hispanos o latinos de cualquier raza.